# Óscar Romero

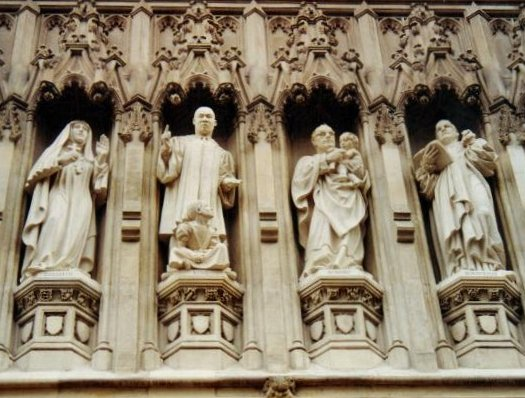
Westminster Abbey, på den västra sidan finns fyra statyer från 1900-talet: Elizabeth av Ryssland, Martin Luther King, Ärkebiskopen Oscar Romero, och pastor Dietrich Bonhoeffer.

Óscar Arnulfo Romero y Galdámez, född 15 augusti 1917 i Ciudad Barrios, San Salvador, El Salvador, död (mördad) 24 mars 1980 i San Salvador, El Salvador, var en salvadoransk romersk-katolsk präst, ärkebiskop av San Salvador 1977–1980. 
Romero utnämndes till biskop som en socialt konservativ biskop som sedermera tog aktiv ställning för fattiga och förtryckta och har således ofta på felaktiga grunder associerats med befrielseteologin. Han mördades när han predikade i en mässa i ett litet kapell i huvudstaden San Salvador. Runt om i Latinamerika vördas han som martyr. 1994 inleddes hans saligförklaringsprocess. Romero saligförklarades den 23 maj 2015.
Óscar Romero helgonförklarades samtidigt som påve Paulus VI, den 14 oktober 2018.

## Eftermäle
Asteroiden 13703 Romero är uppkallad efter honom.